# Sybilla Gronamann
Sybilla Gronamann (Sibilla Gronaman), detta anche Signora Sibilla o Mrs. Pinto (1720 – 1765) è stata un soprano tedesco naturalizzato inglese, nota in particolare per aver cantato in oratori di Georg Friedrich Händel ed in opere e masque di Thomas Arne.

## Biografia
Sybilla Gronamann era figlia di un pastore tedesco. Sposò il violinista Thomas Pinto (1714-1783) nel 1745. Ebbe almeno due figli, una femmina, Julia cantò a Dublino nel periodo 1774 -1777.
Ha cantato a Londra ai giardini di Cuper ed in teatro tra il 1745 e il 1749, prima per Thomas Arne, poi per Georg Friedrich Händel, per lo più nei suoi oratori.
Il 10 gennaio 1743, al Teatro di Dublino, Aungier Street, cantò in una ripresa di Comus, una musica di scena di Thomas Arne su un adattamento da John Dalton di una pièce di John Milton, eseguita a Ludlow Castle nel 1634.
Il 9 dicembre 1748 a capo di una lista di nomi illustri dello spettacolo, tenne un concerto di beneficenza, di musica vocale e strumentale, nel New Haymarket Lane Theatre di Londra, con musiche di Gustavus Waltz.
La data di morte non è certa, ma deve essere prima del 1766, in quanto Thomas Pinto si risposò appunto nel 1766.